# Podwiączyń
Podwiączyń (d. Podwiączyn) – część wsi Wiączyń Dolny w Polsce, w województwie łódzkim, w powiecie łódzkim wschodnim, w gminie Nowosolna, przy samej granicy z Łodzią.
Miejscowość włączona jest do sieci komunikacyjnej łódzkiego MPK: linie autobusowe 91A, 91B i 91C.
Dawniej samodzielna wieś, od 1867 w gminie Nowosolna. W okresie międzywojennym należał do powiatu łódzkiego w woj. łódzkim. W 1921 roku Podwiączyn liczył 132 mieszkańców. 1 września 1933 utworzono gromadę (sołectwo) Wiączyń w granicach gminy Nowosolna, składającą się ze wsi Podwiączyń, Wiączyń Dolny, Wiączyń Nowy i Wiączyń Las.
Podczas II wojny światowej włączony do III Rzeszy. Po wojnie powrócił do powiatu łódzkiego w woj. łódzkim i gminy Nowosolna. W związku z reorganizacją administracji wiejskiej jesienią 1954, wszedł w skład nowej gromady Nowosolna. W 1971 roku ludność wsi wynosiła 362.
Od 1 stycznia 1973 ponownie w gminie Nowosolna w powiecie łódzkim.
W latach 1975–1998 miejscowość administracyjnie należała do ówczesnego województwa łódzkiego.